# توماس جلان
توماس جلان هو سياسي كندي، ولد في 1796، وتوفي في 28 أبريل 1887.